# Priolepis hipoliti
Priolepis hipoliti är en fiskart som först beskrevs av Jan Metzelaar 1922.  Priolepis hipoliti ingår i släktet Priolepis och familjen smörbultsfiskar. Inga underarter finns listade i Catalogue of Life.